# 利索尔 (卡尔瓦多斯省)
利索尔（法語：Lisores，法語發音：[lizɔʁ] ⓘ）是法国卡尔瓦多斯省的一个市镇，属于利雪区。

## 地理
利索尔（48°57'42"N, 0°12'14"E）面积11.91 平方千米，位于法国诺曼底大区卡爾瓦多斯省，该省份为法国西北部沿海省份，北濒大西洋英吉利海峡，东北与滨海塞纳省以海上边界相接，东临厄尔省，南至奧恩省，西与芒什省接壤。
与利索尔接壤的市镇（或旧市镇、城区）包括：卡纳普维尔、维穆捷、瓦勒德维、利瓦罗派多日。

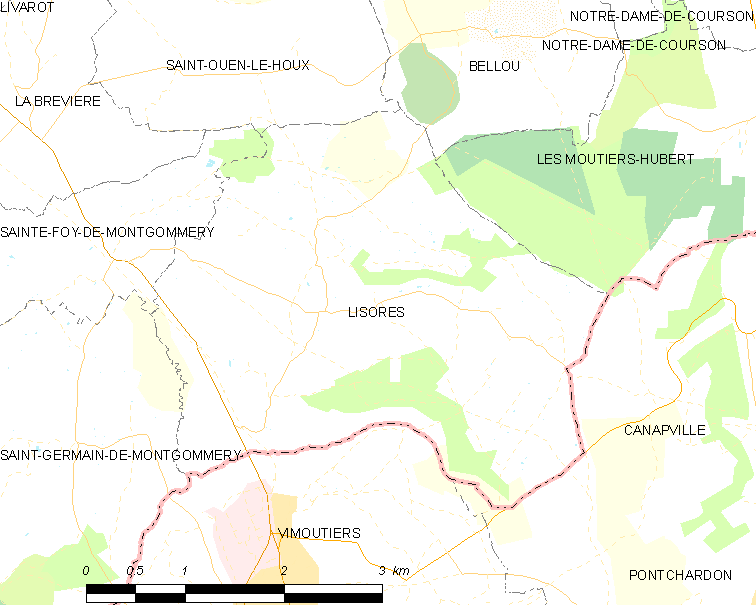
的OSM定位图

利索尔的时区为UTC+01:00、UTC+02:00（夏令时）。

## 行政
利索尔的邮政编码为14140，INSEE市镇编码为14368。

## 政治
利索尔所属的省级选区为利瓦罗派多日县。

## 人口

1962-2008年间人口变化图示

利索尔于2022年1月1日时的人口数量为259人。